# Fravit Konstantinopolski
Fravit(um. 490.), također poznat kao Fravitas, Flavitas ili Flavianus II, bio je konstantinopolski patrijarh (489. – 490.). Smatra se svetim i ima blagdan 18. veljače.

## Životopis
Nakon smrti patrijarha Akacija, Fravit je istodobno pisao pisma: prvo patrijarhu Petru Mongusu iz Aleksandrije od koga je tražio communio, zajedništvo (u različitosti), te drugo upućeno Sinodu pape Feliksa iz Rima kojim je tražio službeno priznanje i suradnju. Pismo Sinodu su u Rim odnijeli redovnici Konstantinopola koji su se uvijek držali odvojeno od Akacija i njegovog prijatelja Petra Mongusa. Priloženo pismo cara Zenona je pokazalo njegovu veliku naklonost prema Fravitu. Zenon je radio na njegovom imenovanju jer ga je smatrao dostojnim da vrati mir i jedinstvo među crkve. Papa Feliks, oduševljen pismima, naglas je pročitao Zenonovo pismo svim zastupnicima i svećenicima iz Rima koji su izrazili oduševljenje uz glasno odobravanje.
Međutim, kada je papa izrazio želju da konstantinopolski redovnici poduzmu sve kako bi se imena Akacija i Petra Mongusa izbacila iz diptiha (matična knjiga), odgovorili su mu da, što se toga tiče, nisu dobili nikakve upute. Radost pape uništena je dolaskom u Rim kopije pisma koju je Fravit poslao Mongusu, u kojem je negirao sve zajedništvo s Rimom. Papa nije više htio čuti ni riječi od redovnika. 
Bez obzira na to je li priča povjesničara Xanthopoulosa (u nastavku pod Legenda) istinita ili nije, Fravit će ostati osramoćen zbog svoje dvoličnosti.

## Legenda
Prema pisanju posljednjeg od grčkih crkvenih povjesničara Nikeforos Kalist Xanthopoulosa (rođ.1256.†1335.). godine, nakon smrti patrijarha Akacija iz Konstantinopola, car Zenon je na oltar velike crkve Konstantinopola stavio dva papira. Na jednom je bila napisana molitva da Bog pošalje anđela koji bi na drugi, prazan papir, upisao ime onoga kojega On želi za patrijarha. Naređen je post s molitvom u trajanju od 40 dana. Crkva je stavljena pod starateljstvo eunuhu od povjerenja - carskom komorniku, a kovčeg u kojega su stavljeni papiri je bio zapečačen carskim pečatom.
Fravit je bio prezbiter zadužen za prigradsku crkvu sv. Tekle. Potaknut ambicijom, eunuhu je platio ogromne sume novca, i obećao mu još više ako napiše njegovo ime na praznom papiru. Po isteku 40 dana kovčeg je otvoren i pronađeno je ime Fravita, nakon čega je njegovo ustoličenje bilo u zenitu sveopćeg odobravanja. U roku od 4 mjeseca je umro, a moćni eunuh je pritiskao njegove izvršitelje da mu dadu obećano zlato. Oni su otišli caru i otkrili mu tu odvratnu priču. Krivotvoritelj je izgubio sve svoje službe i bio izbačen iz grada, a car Zenon, posramljen zbog neuspjeha, povjerio je svećenstvu izbor novog patrijarha.
Međutim, prepiska između Zenona, Fravita i pape Felixa III. o imenovanjima, ne pokazuje nikakve tragove ove priče.